# Майнц, Гарри
Гарри Майнц (нем. Harry Maync, ошибочно нем. Harry Mayne; 6 сентября 1874, Берлин — 19 марта 1947, Марбург) — немецкий германист, ректор Бернского университета, профессор Марбургского университета; автор биографий Конрада Мейера, Готфрида Келлера, Карла Иммермана и Детлева фон Лилиенкрона.

## Биография
Гарри Майнц родился 6 сентября 1874 в Берлине в семье банкира; он посещал берлинскую гимназию «Heinrich-Schliemann-Gymnasium», а в 1894 году — начал изучать немецкую филологию, историю, классическую филологию и философию в университете. В 1899 году в Берлине он защитил кандидатскую диссертацию о поэте Людвиге Уланде, а в 1902 — опубликовал биографию поэта Эдуарда Мёрике. В 1904 году Майнц недолго проработал редактором классических изданий в Библиографическом институте в Лейпциге, после чего — в 1905 — стал приват-доцентом в Марбурге.
В 1907 году Гарри Майнц переехал в Берн, где стал преемником профессора Оскара Вальзеля (Oskar Walzel, 1864—1944). В 1909 году, в качестве дополнения к биографии, Майнц издал трехтомное собрание сочинения Мёрике. В 1911 году он стал редактором «Театрального призвания Вильгема Мейстера» Гёте — после того как рукопись произведения нашли в Берне. Помимо Гёте и Мёрике, Майнц также издавал Конрада Фердинанда Мейера, Готфрида Келлера и Карла Лебрехта Иммермана. В период с 1920 по 1925 год он работал над биографиями Иммермана, Келлера, Мейера и Детлева фон Лилиенкрона, основав в 1922 году серию «Швейцария в интеллектуальной жизни Германии» (Die Schweiz im deutschen Geistesleben). Кроме того Майнц, совместно с германистом Самуэлем Сингером (Samuel Singer, 1860—1948), редактировал серию «Язык и поэзия. Исследования по лингвистике и литературе» (Sprache und Dichtung. Forschungen zur Sprach- und Literaturwissenschaft).
В 1926/1927 учебном году Майнц являлся ректором Бернского университета. В 1929 году он занял позицию профессора в Марбургском университете, став преемником Эрнста Эльстера. 11 ноября 1933 года Майнц был среди более 900 ученых и преподавателей немецких университетов и вузов, подписавших «Заявление профессоров о поддержке Адольфа Гитлера и национал-социалистического государства». Скончался в Марбурге после окончания Второй мировой войны, 19 марта 1947 года.

## Работы
Как историк литературы Гарри Майнц занимался исследованиями причин, формировавших мировоззрение и влиявших на идеи поэтов, чьи биографии он создавал:
- R. M. Rilke und seine «Weise von Liebe und Tod». Versuch einer psychologisch-ästhetischen Literaturanalyse. B. G. Teubner, Leipzig/Berlin 1916.
- Die Entwicklung der deutschen Literaturwissenschaft. P. Haupt, Bern 1927.
- Goethe und Bismarck. Elwert’sche Verlagsbuchhandlung, Marburg 1932.